# Webster (Massachusetts)
Webster è un comune degli Stati Uniti d'America facente parte della contea di Worcester nello stato del Massachusetts.
Nel comune di Webster c'è il lago Lago Chargoggagoggmanchauggagoggchaubunagungamaugg, il cui toponimo è il più lungo degli Stati Uniti.